# Extant
Extant (Nederlands: (nog) bestaand) is een Amerikaanse sciencefiction-dramaserie uit 2014 over een astronaute, gespeeld door Halle Berry, die na een lange solomissie in een ruimtestation zwanger terugkeert. Steven Spielberg is als uitvoerend producent betrokken.
Het eerste seizoen van dertien afleveringen werd in de zomer van 2013 door CBS besteld. De opnames begonnen in februari 2014 in Los Angeles. Op 9 juli 2014 ging de reeks van start op CBS' gelijknamige televisiezender. Op 23 november 2014 startte Extant op de Vlaamse zender VIER. In Nederland was Extant vanaf 10 januari 2015 op Net5 te zien.
De serie werd goed ontvangen door de critici. Bij Rotten Tomatoes behaalt het eerste seizoen een score van 83%, bij Metacritic 68%.
In oktober 2014 bestelde CBS een tweede seizoen, dat in de VS tussen juli en september 2015 werd uitgezonden. In oktober 2015 annuleerde CBS de reeks.

## Verhaal
Astronaute Molly Woods komt weer thuis na dertien maanden alleen op het ruimtestation Seraphim te hebben verbleven. Na haar medisch onderzoek krijgt ze te horen dat ze zwanger is. Thuis wordt ze opgewacht door haar man John, die werkt aan de ontwikkeling van androïden die opgroeien en leren als echte kinderen en Ethan, het prototype dat ze samen opvoeden.

## Rolverdeling

### Hoofdkarakters
| Acteur / actrice    | Personage                 | Soort rol   | Seizoenen | Info |
| ------------------- | ------------------------- | ----------- | --------- | --- |
| Halle Berry         | Molly Woods               | protagonist | 1 - 2     | Ze is net terug thuis na een solomissie naar het ruimtestation Seraphim die dertien maanden heeft geduurd. |
| Goran Višnjić       | John Woods                | protagonist | 1 - 2     | Molly's man en ingenieur bij de Yasumoto Corporation. Hij leidt de ontwikkeling van het androïdenproject.  |
| Pierce Gagnon       | Ethan Woods               | protagonist | 1 - 2     | Johns' prototype. Hij en Molly voeden hem op als een echt kind.                                            |
| Hiroyuki Sanada     | Hideki Yasumoto           | antagonist  | 1         | het hoofd van de Yasumoto Corporation.                                                                     |
| Michael O'Neill     | Alan Sparks               | antagonist  | 1         | de directeur van het Internationaal Ruimteverkenningsbureau (ISEA)                                         |
| Grace Gummer        | Julie Gelineau            | tritagonist | 1 - 2     | Johns assistente.                                                                                          |
| Camryn Manheim      | dr. Sam Barton            | tritagonist | 1         | een vriendin van Molly en wetenschapper bij het ISEA.                                                      |
| Jeffrey Dean Morgan | James Daniel "JD" Richter |             | 2         | Premiejager die Molly helpt.                                                                               |

### Overige personages

#### Seizoen 1
- Annie Wersching als Femi Dodd, een lid van het bestuur van de Yasumoto Corporation. Zij is uiterst sceptisch over het androidenproject en is lid van de Odingroep die erop uit is alle geavanceerde technologie in de wereld te vernietigen.
- Brad Beyer als Harmon Kryger, een ISEA astronaut die zijn dode moeder zag op de Seraphim; hij ensceneerde zijn zelfmoord om aan de Yasumoto Corporation te ontsnappen.
- Maury Sterling als Gordon Kern, de nieuwe assistent–directeur van ISEA.
- Sergio Harford als Marcus Dawkins, een astronaut en Molly's overleden geliefde, die overleed na een auto–ongeluk, waar hij en Molly lang geleden bij betrokken waren.
- Tessa Ferrer als Katie Sparks, een astronaute & de dochter van Alan & Anya Sparks. Ze overleed in de Ruimte onder mysterieuze omstandigheden.
- Louis Gossett jr. als Quinn, de vader van Molly.
- Charlie Bewley als Gavin Hutchinson, een man die lid is van een ondergrondse organisatie die de wereld wil zuiveren van alle geavanceerde technologie en zich voordoet als Odin James en via daten met Julie wil binnen dringen bij het androidenproject, om dit te vernietigen.
- Jeannetta Arnette als Anya Sparks, Alan's ex & moeder van Katie.
- Adam O'Byrne als Ryan Jackson, de nieuwe ISEA Directeur, die Alan Sparks verving.
- Enver Gjokaj als Sean Glass, een ISEA astronaut.
- Jimmy Jean-Louis als Pierre Lyon, een Franse astronaut.
- Eric Martsolf als de computerstem van B.E.N. op de Seraphim.

#### Seizoen 2
- Henderson Wade als de volwassen versie van de "Offspring" ("Hybrid"), die zichzelf de naam Ahdu geeft.
  - Brody Nicholas Lee als de tienerversie van de "Offspring".
- David Morrissey als Generaal Tobias Shepherd, hoofd van de Global Security Commission.
- Necar Zadegan als Shayna Velez, een voormalig Luitenant–kolonel, en nu stafchef bij de Global Security Commission onder Tobias Shepherd.
- Hilarie Burton als Anna Schaefer, een lid van de regering die leiding geeft en het overzicht houdt over de militarisering van het androidenproject.
- Kiersey Clemons als Lucy, een nog geavanceerdere humanoïde robot & Ethan's nieuwe zus.
- Lyndon Smith als Kelsey Richter, JD Richter's rebellerende dochter.
- Michael Gladis as Nate Malone, een bioloog van Global Security Commission die met Molly samenwerkt om de genetische code te breken van the Hybrids.